# Костюкевич, Евгений Сергеевич
Евгений Сергеевич Костюкевич (бел. Яўген Сяргеевіч Касцюкевіч; род. 19 декабря 1989, Жодино, Минская область) — белорусский футболист, вратарь.

## Биография
Родился 19 декабря 1989 года в городе Жодино и является воспитанником местного футбола. В 2008 году попал на просмотр в московский ЦСКА, однако во время медосмотра выяснилось, что у Евгения есть серьёзные проблемы с сердцем, и контракт подписан не был. Вскоре после возвращения в Жодино, игрок принял решение завершить карьеру. После ухода из большого футбола подрабатывал видеооператором в России, а также играл в футбол за команду «Жодино-Южное» в минской любительской лиге. В 2015 году в качестве тренера вратарей перешёл в клуб Первой лиги «Крумкачы». Параллельно также занимался видеосъёмкой, записывал матчи команды в лиге. По ходу сезона в клубе образовался недокомплект вратарей и Евгению предложили стать запасным игроком команды. 5 июля 2015 года игрок дебютировал на профессиональном уровне, оказавшись в стартовом составе на матче Первой лиги против гомельского «Локомотива», в котором отыграл все 90 минут, а матч закончился победой «Крумкачей» со счётом 8:3. В дальнейшем стал основным вратарём команды и сыграл за сезон 18 матчей, в которых пропустил 18 мячей. По итогам сезона клуб занял 3 место в лиге и добился перехода в высшую лигу. В следующем сезоне провёл за команду лишь 4 матча в Премьер-лиге и пропустил 4 мяча. Дебют игрока в высшей лиге состоялся 7 мая 2016 года в матче против «Городеи». В сезоне 2017 игрок вновь стал основным вратарём команды. 29 июля 2017 года в матче 16 тура чемпионата Белоруссии против «Витебска» отметился забитым голом. На 55-й минуте матча, при счёте 2:1 в пользу «Витебска», вратарь сильно выбил мяч из собственной штрафной. Подхваченный ветром мяч полетел значительно дальше чем ожидалось, и ударившись об газон, перелетел через вратаря «Витебска» Дмитрия Гущенко и попал точно в ворота. Однако на 78-й минуте матча Евгений был удалён с поля за фол «последней надежды» за пределами штрафной площади. Встреча закончилась со счётом 2:2.
С июня по сентябрь 2018 года находился в Китае, в сентябре вернулся в Белоруссию и вновь стал выступать за «Крумкачы». В январе 2019 года продлил контракт со столичным клубом. В июне покинул команду.

## Личная жизнь
Жена Мария. Есть дочь.
В молодости серьёзно увлекался игрой «World of Tanks». Владеет магазином разливного пива.